# Фланець

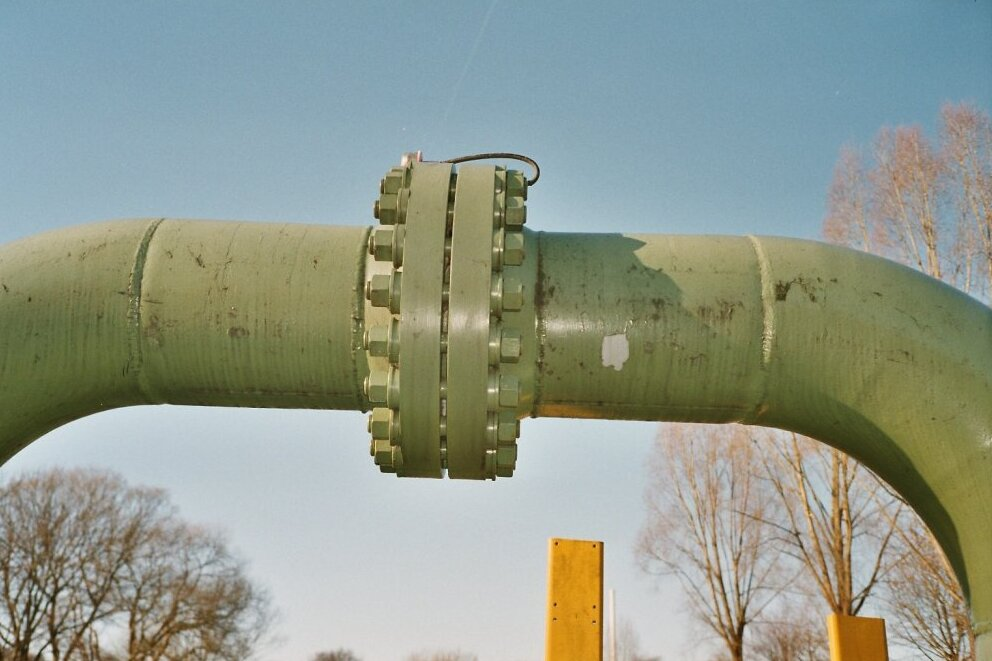
Фланцеве сполучення газових труб

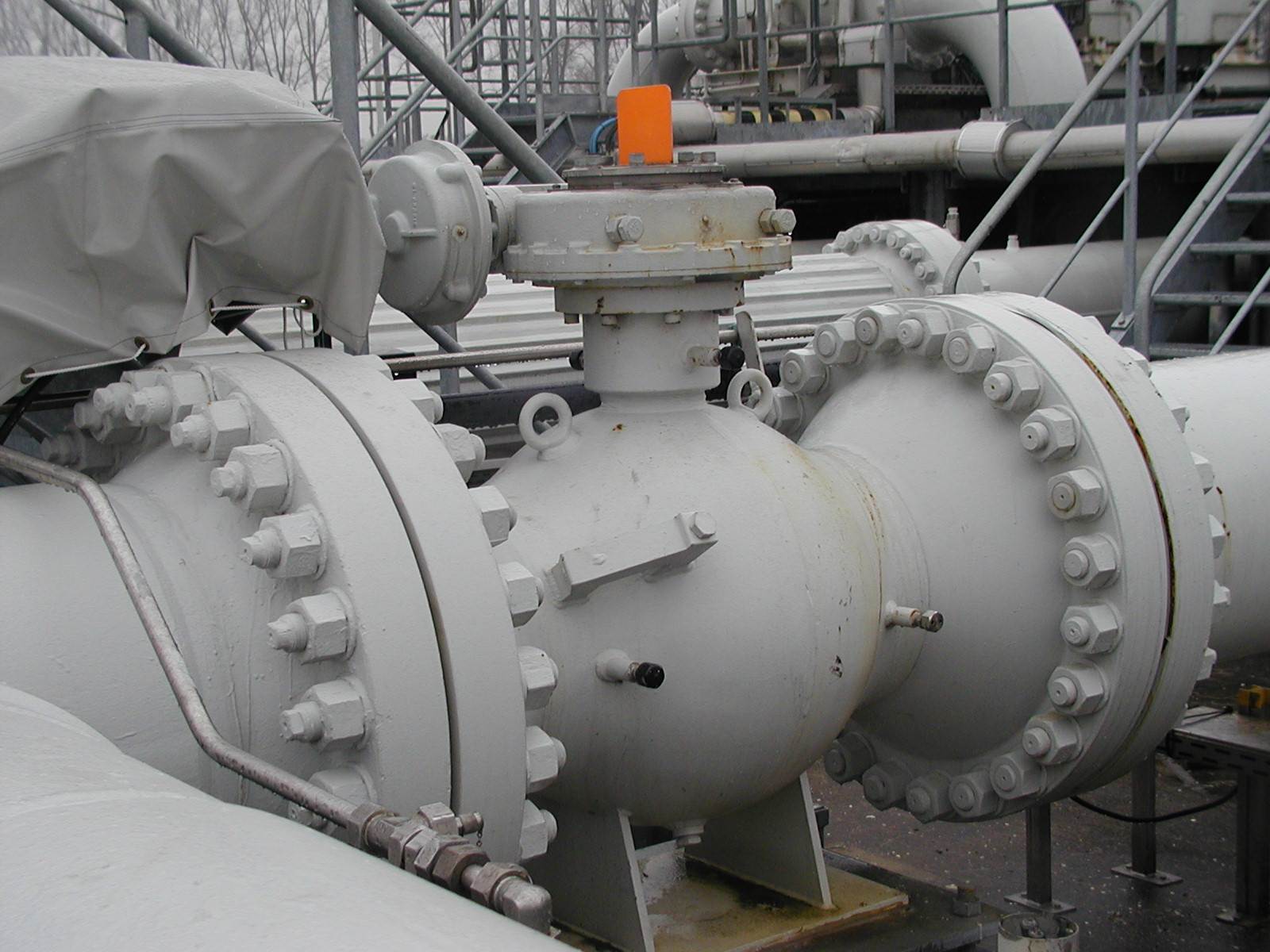
Фланцеве під'єднання кульового крана до трубопроводу

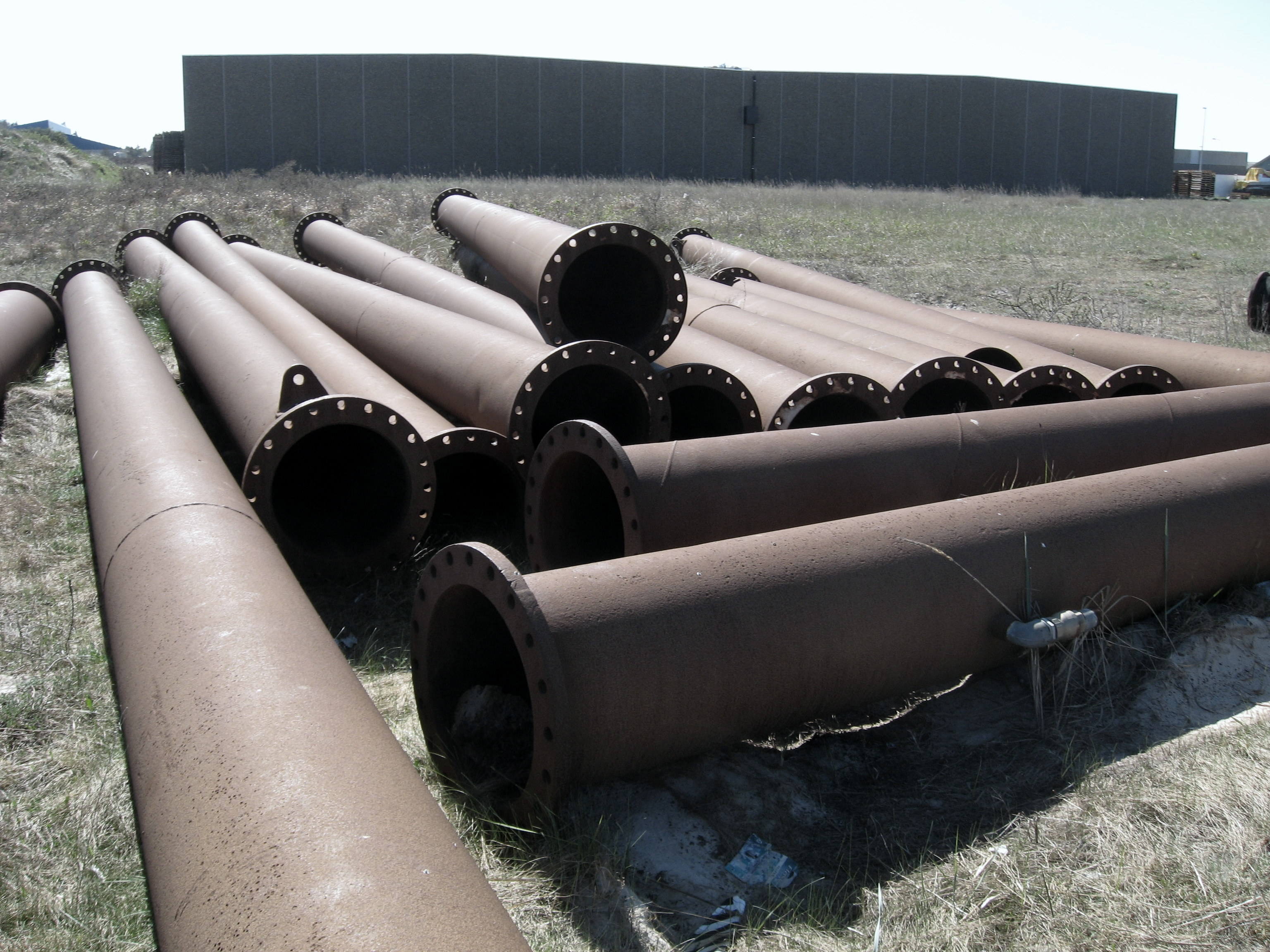
Труби з фланцями на кінцях

Фла́нець (від нім. Flansch), кри́си — плоске кільце або диск з рівномірно розташованими отворами для болтів або шпильок, що служить для міцного і герметичного сполучення труб, встановлення трубопровідної арматури, приєднання труб до машин, апаратів і резервуарів що містять або транспортують рідкі чи газоподібні речовини, для з'єднання валів у муфтах фланцевого типу.

## Використання
Фланці отримали широке застосування в трубопровідному транспорті, починаючи від комунальних мереж і закінчуючи нафто- і газопроводами високого тиску. Таке поширення обумовлене низкою причин і основні з них — це універсальність їх застосування а також, забезпечення герметичного розбірного сполучення трубопровідного обладнання та апаратури.
Фланці можуть бути елементами труби, фітингу, валу, корпусної деталі тощо. Фланці у вигляді окремих деталей в основному приварюють або пригвинчують до кінців з'єднуваних деталей. Різьбове приєднання фланців використовується рідше. Форма ущільнювальної поверхні фланця в трубопроводах залежить від тиску середовища, профілю та виду матеріалу ущільнення.

## Класифікація
Фланці розрізняють за конструкцією, розмірами, методом ущільнення та способом кріплення.
За конструктивною ознакою приварні фланці поділяються на три типи:
- плоскі фланці[2] У зарубіжній термінології використовується назва англ. Slip On Flange (SO Flange)[3]. Плоский фланець одягається на трубу і приварюється по задній поверхні. Через це внутрішній діаметр плоского фланця дещо більший від зовнішнього діаметра труби. Плоскі приварні фланці використовують для арматури, з'єднувальних частин, машин, приладів, апаратів, резервуарів і трубопроводів на умовний тиск Ру від 0,1 до 2,5 МПа і температуру робочого середовища від -70°С до 450°С;
- фланці комірцевого типу[4]. У зарубіжній промисловій термінології за фланцями комірцевого типу закріпилася назва англ. Welding Neck Flange (WN Flange)[5][6]. Такий фланець приварюється встик, його внутрішній діаметр дорівнює діаметру умовного проходу труби. Приварні фланці комірцевого типу використовують для арматури, сполучних частин, машин, приладів, апаратів, резервуарів і трубопроводів на умовний тиск Ру від 0,1 до 20 МПа і температуру робочого середовища від -253°С до 600 °C.
- вільні фланці на приварному кільці[7] (англ. Loose flanges with welded ring)[8]. Такі фланці використовуються для трубопроводів і сполучних частин машин, приладів, патрубків на тиски від 0,1 до 2,5 МПа і температуру робочого середовища від —30 °C до 300 °C.

Плоскі гладкі ущільнюючі поверхні з прокладками з картону, гуми чи пароніту застосовуються при тисках до 4 МПа (40 кгс/см²), поверхні з виступом на одному з фланців і впадиною на іншому з азбесто-металевими чи паронітовими прокладками — при тисках до 20 МПа (200 кгс/см²), фланці з конічною формою поверхні ущільнення — при тисках вищих за 6,4 МПа (64 кгс/см²).

## Матеріали для виготовлення фланців
Фланці виготовляються як з вуглецевих і легованих сталей, так і з неіржавних сталей: сталь 20, 20А, 20С, 09Г2С, 09ГСФ, 13ХФА, 20ФА, 15Х5М, 15ХМ, 15ГС, 06ХН28МДТ, 12Х18Н10Т, 10Х17Н13М2Т, їхніх європейських аналогів та інших марок.